# Клоновский заказник
Кло́новский заказник — государственный природный заказник регионального значения в Виноградовском районе Архангельской области.

## История
Клоновский заказник был образован в июле 1980 года решением исполнительного комитета Архангельского областного Совета народных депутатов, как комплексный охотничий заказник на территории Виноградовского района. Первоначально заказник имел площадь 102,5 тыс. га. В ноябре 1990 года площадь заказника была уменьшена до 37,1 тыс. га и установлен срок действия — 10 лет. С тех пор площадь заказника и его границы не менялись — 37052 га. В 2000 году, по истечении 10 лет, срок действия заказника не продлялся, поскольку вступивший в силу Закон РФ от 14 марта 1995 года «Об особо охраняемых природных территориях» не требовал этого. Согласно данному закону срок действия заказников не ограничивался по времени. Последовавшие изменения законодательства потребовали изменения Положения о Клоновском заказнике. 12 ноября 2002 года Постановлением главы администрации Архангельской области № 206 было утверждено новое «Положение о Клоновском государственном природном биологическом заказнике регионального значения».

## Расположение
Клоновский заказник находится в 15 км к востоку от деревни Конецгорье, в центральной части Виноградовского района на территории Ваеньгского, Рочегодского, Верхневаеньгского и Виноградовского участковых лесничеств Березниковского лесничества (лесхоза), к северо-востоку от среднего течения реки Нондрус и Клоновского озера, к югу от рек Шомбаш, Ваеньга и Раза, к северо-западу от узкоколейной железной дороги Конецгорского леспромхоза. На правом берегу Клоновского озера до середины семидесятых годов XX века находилась деревня Клоново.
Точное описание границ заказника:
- северная — от западной границы кв.71 Клоновского лесничества вниз по реке Шомбаш до реки Ваеньга, вверх по реке Ваеньга до реки Раза, вверх по реке Раза до юго-восточной границы кв.171 Верхневаеньгского лесничества;
- восточная — по юго-восточной границе кв.171, 173, 175, 184 Верхневаеньгского лесничества, юго-восточной границе кв.68, 79 Рочегодского лесничества до пересечения с узкоколейной железной дорогой, далее на юг по узкоколейной железной дороге до реки Нондрус;
- южная — от пересечения узкоколейной железной дороги с рекой Нондрус, вниз по реке до пересечения с южной границей сельскохозяйственных лесов, по южной границе сельскохозяйственных лесов до пересечения с рекой Нондрус и далее по реке до западной границы кв.118 Клоновского лесничества;
- западная — от реки Нондрус по западной границе кв.118, 109, 99, 84, 71 Клоновского лесничества до реки Шомбаш;

## Описание
Главные цели заказника — сохранение природы заказника, мест обитания редких и исчезающих видов животных и растений, проведение научно-исследовательских работ и мероприятий по сохранению животного мира заказника, сохранение общего экологического баланса заказника. На охраняемых землях запрещена вырубка леса, любые промышленные работы, охота, загрязнение территории и проезд на механизированном транспорте. Также нарушением режима заказника является лов рыбы сетями и динамитом в озёрах и реках заказника. На территории заказника запрещён неорганизованный водный и пеший туризм.
Растительность заказника относится к зоне средней тайги, представленной в основном хвойными лесами (64,8 %): ельниками (черничниками) (52,5 %) и сосновыми лесами (12,3 %). Возрастная структура: спелые и перестойные насаждения — 42,2 %, молодняки — 17,1 %, средневозрастные — 37,8 %, приспевающие — 2,9 %. В настоящее время, после сокращения территории Клоновского заказника на 2/3, он номинально охраняет только 6,3 % территории Ваеньгско-Тоемского ландшафтного района. Однако, лишь 27 % от его нынешней площади относится к естественным ландшафтам, а 73 % — к вторичным лесам. В целом, лесные земли занимают 90,5 % общей площади заказника и практически полностью представлены покрытыми лесом площадями. Нелесные земли занимают 9,5 %, основными из которых являются болота. На территории исключённой из состава заказника (междуречье Пинеги и Северной Двины), вследствие пренебрежения принципом рационального и полного использования лесосырьевых ресурсов и непринятия своевременных мер, катастрофически усилился процесс усыхания ельников. Около 40 % территории спелых ельников в 2004—2005 годах представляли участки сплошного сухостоя. Гибель деревьев составляет от 52 до 84 %. Несмотря на чрезвычайно жаркое и сухое лето 2010 года, новых участков сухостоя в 2011 году обнаружено не было — очевидно ситуация с усыханием деревьев стабилизировалась.
Из млекопитающих на охраняемой территории встречаются: рысь, лось, бобр, бурый медведь, волк, заяц-русак, кабан, выдра, норка, лисица; из птиц — лебедь-кликун, множество видов уток, глухарь, тетерев, рябчик, сова.
Кроме большого количества рек и ручьёв, на территории заказника расположено уникальное по своим масштабам и красоте пресноводное Клоновское озеро, в котором обитают разные виды рыб, такие как: щука, лещ, речной окунь, нельма, соро́га, налим и другие. Также по берегам Клоновского озера расположены многочисленные ключи и родники.

## Расширение заказника
Клоновский заказник нуждается в расширении границ в северо-восточном и южном направлениях с тем, чтобы взять под охрану миграционный коридор лосей, мигрирующих через заказник из массива малонарушенных лесов. В настоящее время заказник оторван от массива полосой сплошных вырубок. Не лучше положение и вблизи южной границы заказника. Здесь мелкими заготовителями вырубаются последние, оставшиеся при более ранних рубках лесные участки, служившие местами укрытия животных во время их миграций в приречные угодья Северной Двины. По предложению районной службы охотнадзора, к заказнику следует присоединить следующие угодья: кварталы 46, 47, 57, 58, 65, 74, 75, 108, 117—125, 132, 133 Клоновского участкового лесничества и кварталы 62, 63 Рочегодского участкового лесничества. Это позволит восстановить функциональное назначение заказника. Для охраны глухариных токов районной службой охотнадзора предложено образовать заказник площадью около 8 тысяч га, включающий кварталы 65-67, 77-80, 92-96 Югновского участкового лесничества.